# Funcionalidade online do GameCube

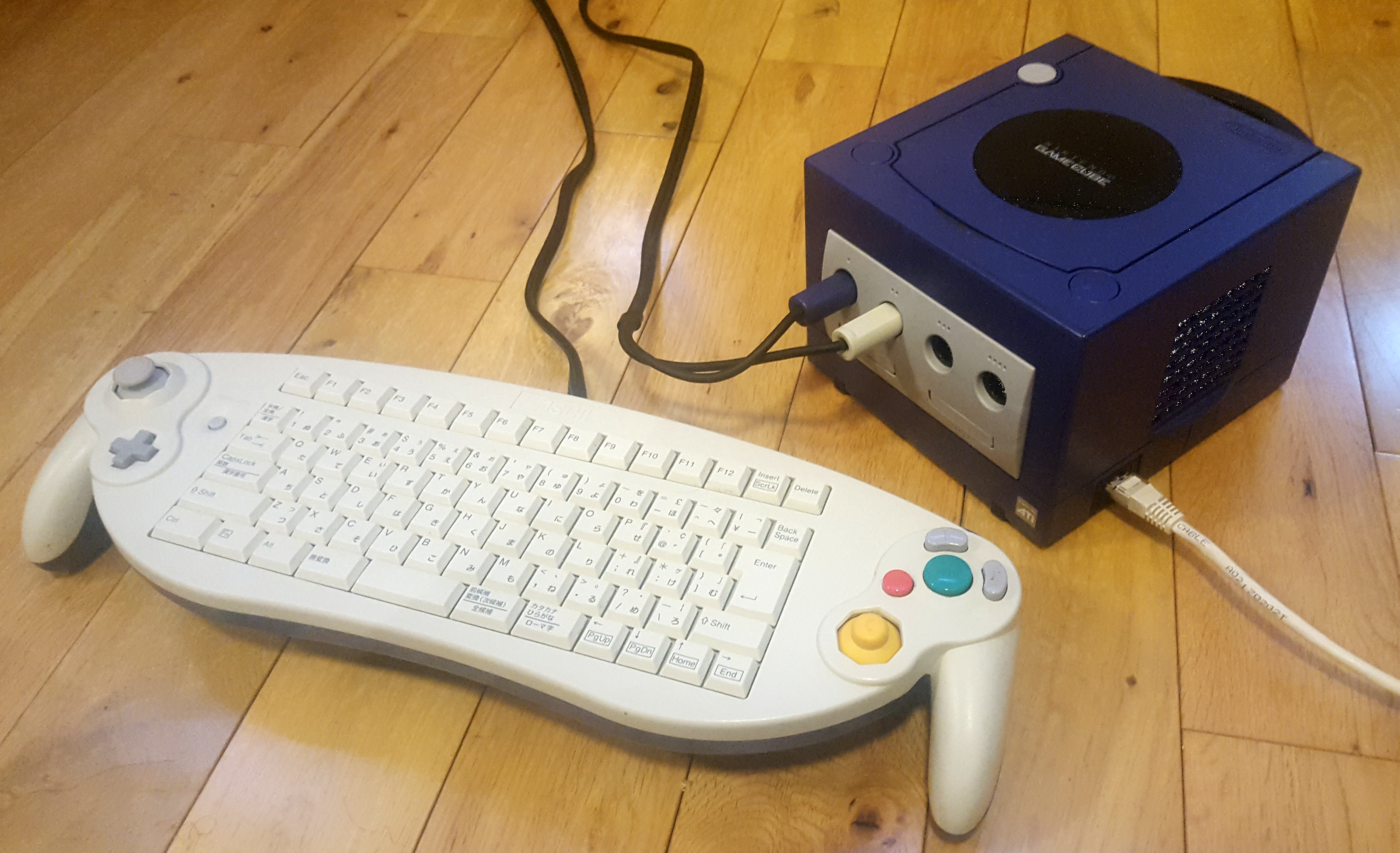
Um GameCube com um adaptador de banda larga instalado e um cabo ethernet conectado. A ASCII Corporation produziu um controle-teclado para ajudar os jogadores a se comunicarem em Phantasy Star Online.

O GameCube é um dos consoles de jogos eletrônicos domésticos da Nintendo e parte da sexta geração de consoles. Embora os concorrentes PlayStation 2 e Xbox suportassem quantidades substanciais de jogos online, o GameCube tinha apenas oito jogos com internet ou rede de área local (LAN). A Nintendo nunca comissionou nenhum servidor ou serviço de internet para fazer a interface com o console, mas permitiu que outras publicadoras o fizessem e os tornou responsáveis pelo gerenciamento das experiências online de seus jogos. A Nintendo permaneceu pensativa com sua estratégia online durante toda a vida do GameCube, desafiando o interesse crescente dos jogadores e o sucesso do serviço online da Microsoft Xbox Live. Os líderes da empresa, incluindo Shigeru Miyamoto e Satoru Iwata, basearam sua postura em preocupações com a manutenção do controle de qualidade sobre seus jogos e dúvidas de que os jogadores gostariam de pagar taxas de assinatura.
Jogar GameCube em uma rede requer o adaptador oficial de banda larga ou modem, uma vez que o console não possui recursos de rede prontos para uso. Os únicos jogos lançados em territórios ocidentais que podem ser jogados na Internet são três RPGs eletrônicos da série Phantasy Star, da Sega. O Japão recebeu um RPG online exclusivo intitulado Homeland e um jogo de beisebol que não pode ser jogado online, mas tem acesso a conteúdo para download. A Nintendo publicou três jogos de corrida com suporte a LAN: 1080° Avalanche, Kirby Air Ride e Mario Kart: Double Dash. Entusiastas desenvolveram posteriormente programas de computador que podem tunelar o tráfego de rede local do GameCube à internet, bem como servidores privados para continuar hospedando os jogos de Phantasy Star.

## História

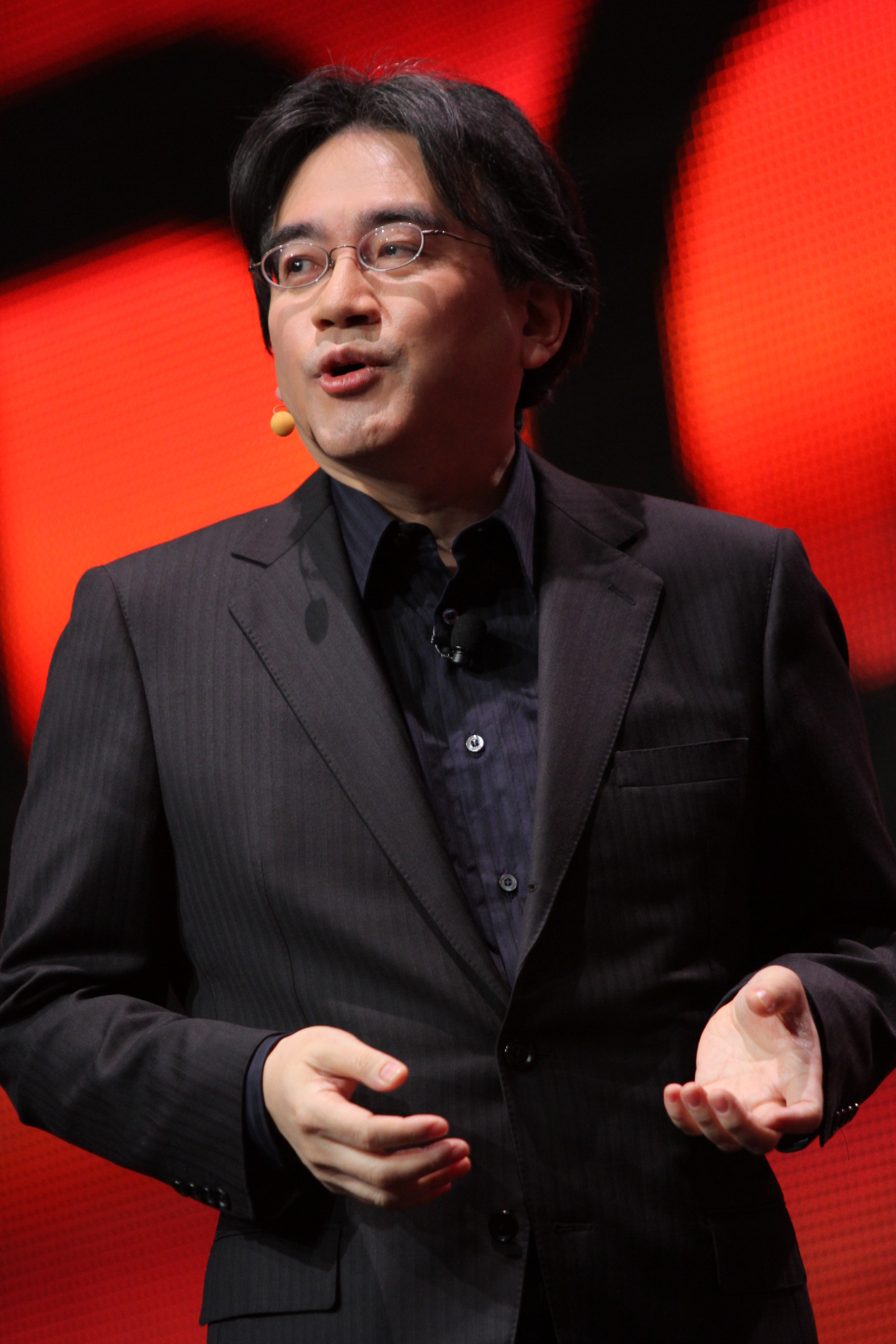
Satoru Iwata estava confortável com a estratégia offline da Nintendo e não via lucros sustentáveis no mercado de jogos online.

Antes do GameCube, a Nintendo havia experimentado conectividade de rede com três acessórios lançados exclusivamente no Japão para Famicom, Super Famicom e Nintendo 64. Para o Famicom, eles desenvolveram o periférico Family Computer Network System  em 1988. O dispositivo agia como um modem e permitia aos jogadores ver as previsões do tempo, o mercado de ações e apostar em turfe, entre outras atividades. Seguindo suas experiências com o dispositivo, a Nintendo desenvolveu o periférico Satellaview para o Super Famicom, um modem via satélite. O modem se comunicava com uma série de satélites BS que retransmitiam informações de servidores hospedados pela empresa de rádio por satélite St.GIGA. Usando este serviço, os jogadores tiveram acesso a jogos, revistas e outros downloads exclusivos. A Nintendo encerrou sua parceria com a St.GIGA em 1999 e fez uma parceria com a Recruit para construir um novo serviço online chamado Randnet para o 64DD, um add-on de unidade de disco magnético para Nintendo 64. A Randnet deu aos jogadores acesso a comunidades de quadro de mensagens e um navegador da Internet.
Em 1999, uma fonte não identificada da Nintendo of America afirmou sobre o protótipo do N2000 que se tornaria o GameCube: "A capacidade de rede está no topo da lista para o novo console." Em 28 de agosto de 1999, o gerente geral da Nintendo Entertainment Analysis & Development, Shigeru Miyamoto, afirmou que o Dolphin (codinome do GameCube) precisava de algum tipo de comunicação de rede porque estava se tornando um componente essencial de entretenimento. No entanto, ele disse que a Nintendo não tinha nenhum motivo verdadeiro para se envolver significativamente no negócio da Internet. Ele afirmou que a Nintendo tinha uma responsabilidade com as famílias para que os pais possam sempre se sentir seguros com as crianças jogando os produtos da Nintendo, e acrescentou que não achava que os recursos de rede seriam um componente central do próximo console.
Em 9 de fevereiro de 2000, Miyamoto disse que estava interessado em jogos online, mas a Nintendo só se envolveria com isso se desenvolvesse uma abordagem única para a ideia, não porque outros estivessem fazendo isso. Na E3 2001, embora demonstrando seus acessórios de rede e Phantasy Star Online, o diretor e gerente geral da Nintendo Satoru Iwata afirmou que a Nintendo estava confiante o suficiente com sua estratégia offline para não explorar seriamente as possibilidades dos jogos online. Ele disse que a Nintendo construiria uma rede para apoiar uma audiência mundial se pudesse torná-la lucrativa, mas expressou dúvidas de que os jogos online seriam um modelo de negócios sustentável para a empresa, citando os custos de assinatura como proibitivos para manter uma base de clientes estável. Em 8 de junho de 2000, o presidente da Nintendo, Hiroshi Yamauchi, disse: "Estamos planejando lançar um negócio na Internet em março ou abril próximo. O primeiro passo será a venda online de um novo tipo de cartas Pokémon."
A Nintendo permaneceu cautelosa e concisa com sua estratégia online pelo restante da vida útil do sistema, enquanto os concorrentes Microsoft e Sony avançavam em seus negócios de jogos online. Meses após o lançamento do sistema, a Nintendo afirmou que estava pesquisando projetos online internamente, mas não planejava nenhuma demonstração pública. Miyamoto solidificou sua postura contra os jogos online na mesma época, citando preocupações de que a Nintendo não seria capaz de ditar a visão de seus jogos nem garantir sua qualidade. Além disso, ele acreditava que os jogadores não gostariam de pagar taxas mensais.

## Hardware

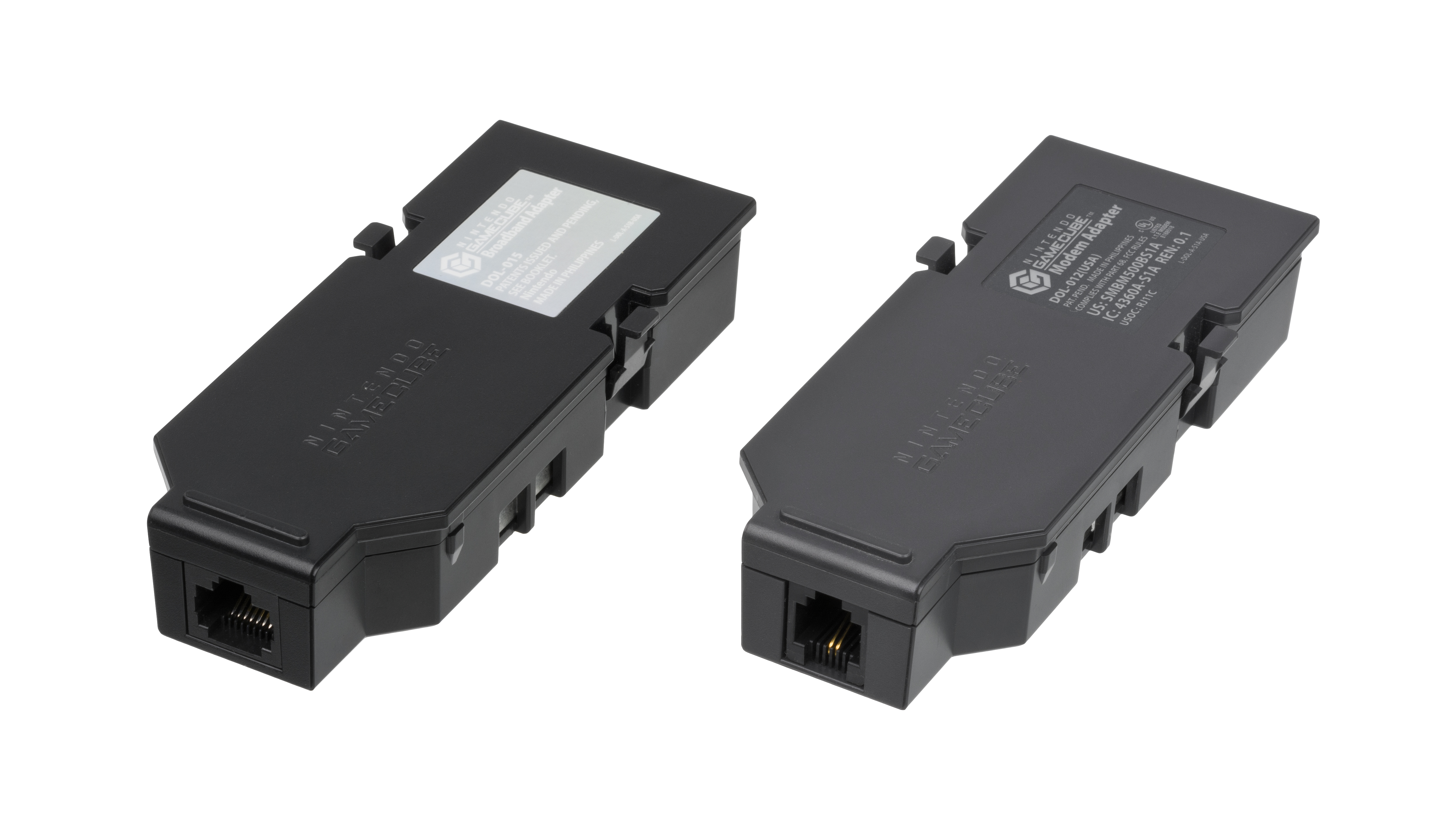
O Adaptador de Banda Larga (à esquerda) e o Adaptador de Modem (à direita).

A Nintendo lançou dois acessórios de rede para o GameCube em outubro de 2002 produzidos pela Conexant, o Adaptador de Banda Larga (um adaptador de rede) e o Adaptador de Modem (um modem dial-up de 56k). Os adaptadores se encaixam perfeitamente na "Porta Serial 1" na parte inferior do GameCube. O adaptador de banda larga foi desenvolvido para velocidades mais rápidas de internet e adiciona uma entrada ethernet na lateral do console, enquanto o adaptador de modem adiciona uma entrada de telefone e opera por discagem. Ambos os adaptadores podem ser usados para os jogos Phantasy Star Online e Powerful Pro, mas o Adaptador de Banda Larga é necessário para jogos somente LAN e Homeland. Para ajudar os jogadores a se comunicarem em Phantasy Star Online, a ASCII Corporation lançou um controle com um teclado inteiro no meio.

## Jogos suportados
| Título                                                | Publicadora | Regiões | Internet | LAN |
| ----------------------------------------------------- | ----------- | ------- | -------- | --- |
| 1080° Avalanche                                       | Nintendo    | Todas   | —        | Yes |
| Homeland                                              | Chunsoft    | JP      | Yes      | Yes |
| Jikkyō Powerful Pro Yakyū 10                          | Konami      | JP      | DLC      | —   |
| Kirby Air Ride                                        | Nintendo    | Todas   | —        | Yes |
| Mario Kart: Double Dash                               | Nintendo    | Todas   | —        | Yes |
| Phantasy Star Online Episode I & II                   | Sega        | Todas   | Yes      | —   |
| Phantasy Star Online Episode I & II Plus              | Sega        | JP / AN | Yes      | —   |
| Phantasy Star Online Episode III: C.A.R.D. Revolution | Sega        | Todas   | Yes      | —   |

A Nintendo não desenvolveu nenhum servidor ou serviço de internet para fazer interface com os consoles GameCube e, em vez disso, tornou as publicadoras responsáveis por fornecer interfaces de servidor e gerenciar a experiência online de seus jogos.

### Phantasy Star Online
O primeiro jogo para GameCube com acesso à Internet foi Phantasy Star Online Episode I & II, um RPG eletrônico desenvolvido pela Sonic Team e publicado pela Sega. Originalmente lançado para o Dreamcast em 2000, foi portado para o GameCube em 2002 com conteúdo adicional. Os servidores eram mantidos pela Sega, e os jogadores pagavam 8,95 dólares por mês para jogar online. A Sega lançou uma versão aprimorada em 2003, com o subtítulo Plus, que adicionava missões ao modo offline, originalmente exclusivas para o modo online. A Sega lançou uma sequência em 2003, que também apresentava modos online, Phantasy Star Online Episode III: C.A.R.D. Revolution. O jogo apresenta batalhas de RPG por turnos que podem ser disputadas online de forma competitiva. Os servidores de Phantasy Star Online foram oficialmente descontinuados em 31 de março de 2007, mas todos os três jogos ainda podem ser jogados online através de servidores privados mantidos por fãs.

### Jogos LAN
A Nintendo publicou três jogos de corrida com modos multijogador LAN: 1080° Avalanche, Kirby Air Ride, e Mario Kart: Double Dash. Ao jogar em uma LAN, vários sistemas podem ser conectados por meio de um concentrador compartilhado, ou dois sistemas podem ser conectados diretamente um ao outro com um cabo crossover. 1080° Avalanche e Kirby Air Ride suporta até quatro jogadores em quatro consoles. Se dois consoles forem usados, até dois jogadores podem jogar em cada sistema. Se três ou quatro consoles são usados, apenas um jogador pode jogar por sistema. Para Mario Kart, até 16 jogadores podem jogar simultaneamente em oito consoles, com dois jogadores controlando cada carro. Quando dois consoles são usados, até quatro jogadores podem jogar por console, com cada jogador controlando seu próprio carro. Se mais de dois consoles forem usados, apenas dois jogadores podem jogar em cada sistema cooperativamente como dois personagens compartilhando um carro. Embora os jogos não ofereçam suporte nativo para internet, entusiastas desenvolveram aplicativos de terceiros para computador que tunelam o tráfego de rede do GameCube pela internet, como Warp Pipe e XLink Kai.

### Exclusivos japoneses
O Japão recebeu um RPG online exclusivo da Chunsoft, Homeland, em 2005. A Chunsoft não cobrava taxa de assinatura e optou por permitir que os jogadores hospedassem jogos em seu próprio sistema, embora mantivessem servidores centrais para combinar os jogadores uns com os outros. O jogador anfitrião era o "jogador Deus" e podia transformar o mundo e conduzir os outros jogadores, ou "questers", em sua aventura. O serviço de correspondência terminou em 30 de abril de 2007. Até 35 jogadores podiam entrar em um jogo e a conectividade LAN também era compatível. O Japão também recebeu Jikkyō Powerful Pro Yakyū 10, um jogo de beisebol que podia acessar conteúdo para download gratuito, mas não oferecia modos de jogo online.

### Projetos abandonados
Alguns desenvolvedores planejaram modos de rede para seus jogos no GameCube, mas isso nunca foi realizado. Hironobu Sakaguchi comentou em julho de 2001 que eles estavam planejando levar sua série Final Fantasy online e que precisaria estar em todas as plataformas para ser lucrativo, incluindo o GameCube. Em maio de 2001, a Namco mencionou que estava trabalhando em seis títulos online para todos os três consoles de sexta geração, incluindo o GameCube. A versão de GameCube de Tom Clancy's Splinter Cell: Pandora Tomorrow tinha um modo online planejado. O primeiro jogo da série Battlefield, Battlefield 1942, foi proposto pela DICE como um exclusivo para GameCube. Embora satisfeita com a proposta, as negociações nunca foram adiante porque a Nintendo não tinha estratégia online. Modos LAN foram planejados para Mario Power Tennis e F-Zero GX, mas foram posteriormente abandonados.